# Aplocheilichthys lacustris
Aplocheilichthys lacustris är en fiskart som beskrevs av Seegers, 1984. Aplocheilichthys lacustris ingår i släktet Aplocheilichthys och familjen Poeciliidae. IUCN kategoriserar arten globalt som livskraftig. Inga underarter finns listade i Catalogue of Life.